# VM i bandy 2004 (kvinder)
Verdensmesterskabet i bandy for kvinder 2004 var det første VM i bandy for kvinder. Mesterskabet bliver arrangeret af Federation of International Bandy og afviklet i Lappeenranta, Finland i perioden 18. - 22. februar 2004.
Mesterskabet blev vundet af Sverige, som besejrede Rusland i finalen med 7-0. Bronzemedaljerne gik til værtslandet Finland, der vandt over Norge i bronzekampen med 8-1.

## Resultater

### Indledende runde
De fem spillede en enkeltturnering alle-mod-alle, hvorefter de fire bedste hold gik videre til semifinalerne. Alle kampe, bortset fra finalen, blev spillet 2 × 30 minutter, mens finalen blev afviklet over 2 × 45 minutter.
| Dato        | Kamp              | Res.  |
| ----------- | ----------------- | ----- |
| 18. februar | Sverige - Rusland | 9–0   |
| 18. februar | Finland - USA     | 9–1   |
| 19. februar | Sverige - USA     | 8–0   |
| 19. februar | Finland - Sverige | 0–6   |
| 19. februar | Finland - Norge   | 12–10 |
| 19. februar | Rusland - Norge   | 9–0   |
| 20. februar | Rusland - USA     | 9–1   |
| 20. februar | Finland - Rusland | 3–4   |
| 20. februar | Norge - USA       | 5–1   |
| 20. februar | Sverige - Norge   | 5–0   |

| Hold    | Kampe | Mål   | Point |
| ------- | ----- | ----- | ----- |
| Sverige | 4     | 28-00 | 8     |
| Rusland | 4     | 22-13 | 6     |
| Finland | 4     | 24-12 | 4     |
| Norge   | 4     | 06-27 | 2     |
| USA     | 4     | 13-31 | 0     |

### Slutspil

#### Semifinaler
| Dato        | Kamp              | Res.  |
| ----------- | ----------------- | ----- |
| 21. februar | Finland - Rusland | 5–6   |
| 21. februar | Sverige - Norge   | 17–01 |

#### Bronzekamp
| Dato        | Kamp            | Res. |
| ----------- | --------------- | ---- |
| 22. februar | Finland - Norge | 8–1  |

#### Finale
| Dato        | Kamp              | Res. |
| ----------- | ----------------- | ---- |
| 22. februar | Sverige - Rusland | 7–0  |

### Samlet rangering
| Plac.  | Hold    |
| ------ | ------- |
| Guld   | Sverige |
| Sølv   | Rusland |
| Bronze | Finland |
| 4.     | Norge   |
| 5.     | USA     |